# Fonsi Nieto
Alfonso González Nieto, ismertebb nevén Fonsi Nieto (Madrid, 1978. december 2. –) spanyol motorversenyző, jelenleg a MotoGP Moto2-es géposztályának tagja. Korábban versenyzett már a sorozat minden géposztályában, valamint a superbike-világbajnokságban is.

## Karrierje

### Kezdetek
Nieto a spanyol 125-ös bajnokságot 1998-ban, a 250-est pedig 1999-ben és 2000-ben nyerte meg. Utóbbi 2 évben már a negyedliteresek között a világbajnokságon, de ekkor még csak pár futamon. Legjobb eredménye egy ötödik hely volt 2000-ben.

### MotoGP
A negyedliteres géposztályban 2001-ben kapott szerződést, ebben a szezonban negyedik lett. A következő évben már csak Marco Melandri tudta megelőzni, az évad során pedig négy győzelmet aratott. 2003-ban ötödik, 2004-ben hetedik lett.

### Superbike
2005-ben a superbike-világbajnokságba szerződött, a Caracchi Ducati csapatához. Legjobb eredménye egy negyedik hely volt, ezenkívül csak egyszer tudott beférni a top 10-be. 2006-ban és 2007-ben a PSG-Kawasakinál versenyzett. 2006-ban, Assenben, a második futamon  megszerezte első dobogós helyezését, miután csapattársa, Chris Walker megnyerte az első futamot. 2007-ben, a Lausitzringen pole pozíciót szerzett.
2007-ben egy versenyre helyettesítette Olivier Jacque-ot is, így a MotoGP királykategóriájában is bemutatkozhatott.
2008-ban az Alstare Suzuki csapatánál szerepelt. Ebben az évben, a szezonnyitó Katari Nagydíjon megszerezte első győzelmét a Superbike-ban. Összetettben hatodik lett. 2009-re elvesztette a helyét a csapatban, miután az istálló már csak két motorral képviseltette magát. A szezon közben mégis visszatért, miután Max Neukirchner megsérült.

## Statisztika
| Év   | Bajnokság                                  | Helyezés | Motor - csapat                              | Pont (győzelmek)      |
| ---- | ------------------------------------------ | -------- | ------------------------------------------- | --------------------- |
| 1994 | Campeonato de Madrid Pocket Bikes          | 1.       |                                             |                       |
| 1994 | Campeonato Castilla la Mancha Pocket Bikes | 1.       |                                             |                       |
| 1995 | Criterium Cataluña 125cc                   | 1.       |                                             |                       |
| 1995 | Campeonato de España Junior 125 cm³        | 1º       |                                             |                       |
| 1996 | 125 cm³-es Európa-bajnokság                | 1.       |                                             |                       |
| 1996 | Campeonato de España 125 cm³               | 1.       |                                             |                       |
| 1997 | 125 cm³-as Európa-bajnokság                | 5.       |                                             |                       |
| 1997 | Campeonato de España 125 cm³               | 4.       |                                             |                       |
| 1998 | Campeonato de España 125 cm³               | 1.       |                                             |                       |
| 1998 | WildCard GP Jarama                         | 14.      |                                             |                       |
| 1998 | WildCard GP Barcelona                      | 15.      |                                             |                       |
| 1998 | WildCard GP Jerez                          | 16.      |                                             |                       |
| 1999 | Campeonato de España 250 cm³               | 1º       | Yamaha- Team Antena 3 Yamaha D´Antin        |                       |
| 1999 | 250 cm³-es világbajnokság                  | 23º      | Yamaha- Team Antena 3 Yamaha D´Antin        | 10 pont               |
| 2000 | Spanyol 250 cm³-es bajnokság               | 1.       | Yamaha - Team Antena 3 Yamaha D´Antin       |                       |
| 2000 | 250 cm³-es világbajnokság                  | 14.      | Yamaha - Team Antena 3 Yamaha D´Antin       | 35 pont               |
| 2001 | 250 cm³-es világbajnokság                  | 5.       | Aprilia RS250 - Valencia Circuit Aspar Team | 167 pont              |
| 2002 | 250 cm³-es világbajnokság                  | 2.       | Aprilia RS250 - Movistar Repsol Aspar Team  | 241 pont (4 győzelem) |
| 2003 | 250 cm³-es világbajnokság                  | 5.       | Aprilia RS250 - Movistar Repsol Aspar Team  | 194 pont (1 győzelem) |
| 2004 | 250 cm³-es világbajnokság                  | 7.       | Aprilia RS250 - Repsol Aspar Team 250cc     | 124 pont              |
| 2005 | Superbike-világbajnokság                   | 17.      | Ducati 999RS - Ducati SC Caracchi           | 37 pont               |
| 2006 | Superbike-világbajnokság                   | 10.      | Kawasaki ZX10 - PSG-1 Kawasaki Corse        | 139 pont              |
| 2007 | MotoGP (helyettes).                        | 11.      | Kawasaki ZX-RR - Kawasaki Racing Team       |                       |
| 2007 | Superbike-világbajnokság                   | 12.      | Kawasaki ZX10 - PSG-1 Kawasaki Corse        | 125 pont              |

## Teljes MotoGP-eredménylistája
(Táblázat értelmezése)

(Félkövér: pole-pozícióból indult; dőlt: leggyorsabb kört futott) 

| Év   | Géposztály | Motor    | 1       | 2       | 3      | 4      | 5      | 6       | 7       | 8      | 9      | 10      | 11      | 12      | 13      | 14     | 15      | 16      | 17      | 18  | Pont | Poz. | Győzelmek |
| ---- | ---------- | -------- | ------- | ------- | ------ | ------ | ------ | ------- | ------- | ------ | ------ | ------- | ------- | ------- | ------- | ------ | ------- | ------- | ------- | --- | ---- | ---- | --------- |
| 1997 | 125 cm³    | Aprilia  | MAL     | JPN     | ESP 16 | ITA    | AUT    | FRA     | NED     | IMO    | GER    | BRA     | GBR     | CZE     | CAT     | INA    | AUS     |         |         |     | 0    | HN   | 0         |
| 1998 | 125 cm³    | Aprilia  | JPN     | MAL     | ESP 15 | ITA    | FRA    | MAD 14  | NED     | GBR    | GER    | CZE     | IMO     | CAT 17  | AUS     | ARG    |         |         |         |     | 0    | HN   | 0         |
| 1999 | 250 cm³    | Yamaha   | MAL 22  | JPN 14  | ESP 18 | FRA 12 | ITA 17 | CAT Ret | NED 19  | GBR 17 | GER 18 | CZE 17  | IMO 18  | VAL 15  | AUS 16  | RSA 15 | BRA 17  | ARG 14  |         |     | 10   | 23.  | 0         |
| 2000 | 250 cm³    | Yamaha   | RSA Ret | MAL Ret | JPN 22 | ESP 16 | FRA 16 | ITA 9   | CAT 18  | NED 16 | GBR 18 | GER 12  | CZE Ret | POR 6   | VAL 17  | BRA 11 | PAC 14  | AUS 9   |         |     | 35   | 14.  | 0         |
| 2001 | 250 cm³    | Aprilia  | JPN 11  | RSA 5   | ESP 5  | FRA 5  | ITA 5  | CAT 5   | NED DNS | GBR 6  | GER 10 | CZE 7   | POR 4   | VAL 3   | PAC 4   | AUS 5  | MAL 3   | BRA 4   |         |     | 167  | 5.   | 0         |
| 2002 | 250 cm³    | Aprilia  | JPN 13  | RSA 3   | ESP 1  | FRA 1  | ITA 3  | CAT 3   | NED 5   | GBR 2  | GER 4  | CZE 4   | POR 1   | BRA Ret | PAC 4   | MAL 1  | AUS 2   | VAL Ret |         |     | 241  | 2.   | 4         |
| 2003 | 250 cm³    | Aprilia  | JPN 6   | RSA 7   | ESP 7  | FRA 4  | ITA 2  | CAT 2   | NED Ret | GBR 1  | GER 2  | CZE 6   | POR 9   | BRA Ret | PAC 8   | MAL 3  | AUS 3   | VAL 5   |         |     | 194  | 5.   | 1         |
| 2004 | 250 cm³    | Aprilia  | RSA 7   | ESP 3   | FRA 7  | ITA 5  | CAT 5  | NED 8   | BRA 5   | GER 8  | GBR 5  | CZE Ret | POR Ret | JPN Ret | QAT 5   | MAL 7  | AUS Ret | VAL 6   |         |     | 124  | 7.   | 0         |
| 2007 | MotoGP     | Kawasaki | QAT     | ESP     | TUR    | CHN    | FRA 11 | ITA     | CAT     | GBR    | NED    | GER     | USA     | CZE     | RSM     | POR    | JPN     | AUS     | MAL     | VAL | 5    | 22.  | 0         |
| 2010 | Moto2      | Moriwaki | QAT 13  | SPA 21  | FRA 8  | ITA 15 | GBR 11 | NED Ret | CAT 8   | GER 4  | CZE 13 | IND DNS | SMR     | ARA Ret | JPN Ret | MAL 19 | AUS 12  | POR 24  | VAL Ret |     | 45   | 18.  | 0         |